# ティモテー・コロジエチャク
ティモテー・クリスティアン・コロジエチャク（Timothée Christian Kolodziejczak、1991年10月1日 - ）は、フランスのサッカー選手。ブンデスリーガ・シャルケ04所属。ポジションはDF。
ユースの各年代でフランス代表として活躍した選手で、U-19代表ではUEFA U-19欧州選手権2010を制覇している。名前の発音が難しいため、一般的にはコロ（Kolo）と呼ばれる事も多い。

## 出生
1991年10月1日にフランスのアラスでポーランド人の父親とマルティニーク人の母親の間に生まれた。

## クラブ歴

### ユース
7歳の時に地元のUSサン＝モーリス・ル＝アン・ゴエルでサッカーを始めた。1999年7月にはCSアヴィヨンに移籍し1年を過ごした。2000年6月にはRCランスの下部組織に入団。ユース年代の代表でもチームメイトとなったガエル・カクタと共に過ごした。普段はリエヴァン近郊にあるサントル・ドゥ・プレフォルマスィオーン・ドゥ・フットボールでカクタらと過ごし、週末はランスで過ごす生活であった。彼のトレーナーの一人はかつてのポーランド代表選手、ヨアヒム・マルクスであった。
クラブの下部組織を卒業後、マンチェスター・ユナイテッドFCを始めとする他のヨーロッパのクラブからもスカウトされる中で、ランスは彼を繋ぎとめるために5年のプロ契約を提示した。しかし彼はランスからのオファーを上手くやっていく自信の無さから断った。交渉の末、2008年8月21日にリーグ・アンを7回制した強豪であるオリンピック・リヨンに買い取りオプションつきの1年のレンタル契約、300万ユーロで移籍。

### リヨン
リヨンではトップチームで背番号12番を与えられた。しかし加入が遅かったためにプレシーズンでの合流を逃し、フランスアマチュア選手権に所属するリザーブチームへと送られた。2008年9月13日のASサンテティエンヌのリザーブチーム戦でリザーブチーム初出場。彼はスターティングメンバーとして出場しイエローカードも貰ったものの、フル出場し2-1の勝利に貢献した。2か月後の11月23日には左サイドバックの控えとしてトップチームからリーグ戦で招集がかかった。このパリ・サンジェルマンFC戦でアントニー・レヴェイエールが11分に大怪我を負って交代となり彼はリーグ・アン初出場となった。試合では後半に彼はイエローカードを提示され、リヨンも1-0で敗北した。翌シーズンには4年契約で完全移籍、移籍金は250万ユーロであった。
リーグ・アン2009-2010では出場機会は限られた。UEFAチャンピオンズリーグ初出場となったのはこのシーズンで2009年9月29日のデブレツェニVSC戦で左サイドバックのアリ・シソコとの交代での出場であった。4日後のリーグ戦、古巣のランス戦でも途中出場し2-0の勝利となった。11月21日のグルノーブル・フット38戦で初めてスターティングメンバーに名を連ね76分までプレイ、1-1の引分にこの試合は終った。

### ニース
2012年夏に同じくリーグ・アンのOGCニースに4年契約で移籍。

### セビージャ
2014年8月27日には3年契約でプリメーラ・ディビシオンのセビージャFCに300万ユーロで移籍。9月18日のUEFAヨーロッパリーグ、フェイエノールト戦で初出場。リーガ・エスパニョーラ初出場はその6日後、レアル・ソシエダとのホームゲームでこの試合は1-0の勝利となった。10月2日のヨーロッパリーグ、HNKリエカ戦ではレッドカードを提示され一発退場、アンドレイ・クラマリッチにPKを決められ、結果2-2の同点となった。
初得点は10月29日コパ・デル・レイのCEサバデル戦であった。UEFAヨーロッパリーグ 2014-15では合計9試合に出場、決勝戦にも出場した。

### ボルシア・メンヒェングラートバッハ
2017年1月4日にブンデスリーガのボルシア・メンヒェングラートバッハに移籍した。

### UANLティグレス
2017年9月4日にリーガMXのUANLティグレスに移籍した。

### サンテティエンヌ
2018年8月1日にリーグ・アンのASサンテティエンヌに1シーズンのレンタル移籍（買取オプション付き）が発表された。

## 代表歴
代表としてはU-16代表を皮切りに各年代で招集されてきた。初出場は2007年5月30日のドイツU-16代表戦で、フェリックス・クロースに得点を決められ1-0での敗北であった。U-17代表ではスイスU-17代表戦で初出場して以降レギュラーとなった。UEFA U-17欧州選手権2008の予選では負けなしの強さを見せ、準決勝のトルコU-17代表相手にアンダー代表初得点を決めた。彼のこの69分に決めた得点によってPK戦となりこれを4-3で制して勝利した。決勝戦ではスペインU-17代表相手に4-0とされ、完封された。
U-18代表ではウクライナU-18代表戦で初出場。合計6試合に出場した。U-19代表ではフランシス・スメレツキ監督から招集され、オランダU-19代表戦で初出場したものの4-2で敗れた。その後も出場を重ねて2010年6月7日には2010 U-19欧州選手権の18人のメンバー入りを果たした。決勝戦までの5試合全てに出場し優勝に貢献した。この優勝によって、2011 FIFA U-20ワールドカップに出場となり、それに伴って彼もU-20代表に昇格した。U-20代表での初出場は2010年10月7日のポルトガルU-20代表との親善試合であり、3-3の引分であった。2010-11シーズンはU-20代表といて4試合に出場し、2011年6月10日はU-20ワールドカップの21人のメンバーに選ばれた。7月30日のコロンビアU-20代表戦で同杯初出場となったものの4-1で敗れた。
彼は父親がポーランド人であるため、ポーランド代表としても出場する権利を有している。15歳の時にはすでにポーランドサッカー協会が同国のアンダー代表に彼を招集しようと接触している。しかし、ポーランド国籍は有しておらず公式試合には出場できないため、その後はフランス代表を選ぶかポーランド代表を選ぶか数年考える事とした。

## タイトル
セビージャ
- UEFAヨーロッパリーグ: 2014–15, 2015–16